# Clot del Bou
El Clot del Bou (o Lo Clot del Bou) és un lloc pertanyent al terme municipal de Torrefarrera, al Segrià.
El lloc és al nord de la població, i limita:
- A l'est amb el lloc de Sauret.
- Al sud amb el Municipi de Torrefarrera.
- A l'est amb els llocs d'Ull Roig (Ullroig) i la Grallera.
- Al nord amb el lloc dels Pouets.

Tots els llocs esmentats pertanyen al municipi de Torrefarrera.
Es pot dividir el Clot del Bou en dues zones clarament delimitades per la seva orografia, car la zona nord és un altiplà sent el sud el vessant de dit altiplà. Dita part sud rep el nom d'Esgramada.
Regada tant per la Séquia Major com per la Séquia del Cap, ambdós del Canal de Pinyana, és un terreny formada per multitud de petites parcel·les agropecuàries, especialment conreus de regadiu tipus fruita dolça; i alguna granja.
Zona de baixa densitat de població, aquesta es troba repartida entre una desena de torres i granges.
És aquest un indret de freqüents troballes arqueològiques, especialment del període Iber i Ilergeta.
El clot és inclòs al POUM del Municipi de Torrefarrera com a zona urbanitzable. La seva ubicació a tocar del Municipi, conjuntament amb les recents ordenacions de zones industrials, el converteix en lloc natural de l'expansió de la Vila cap al Nord.